# Vindarnas boning

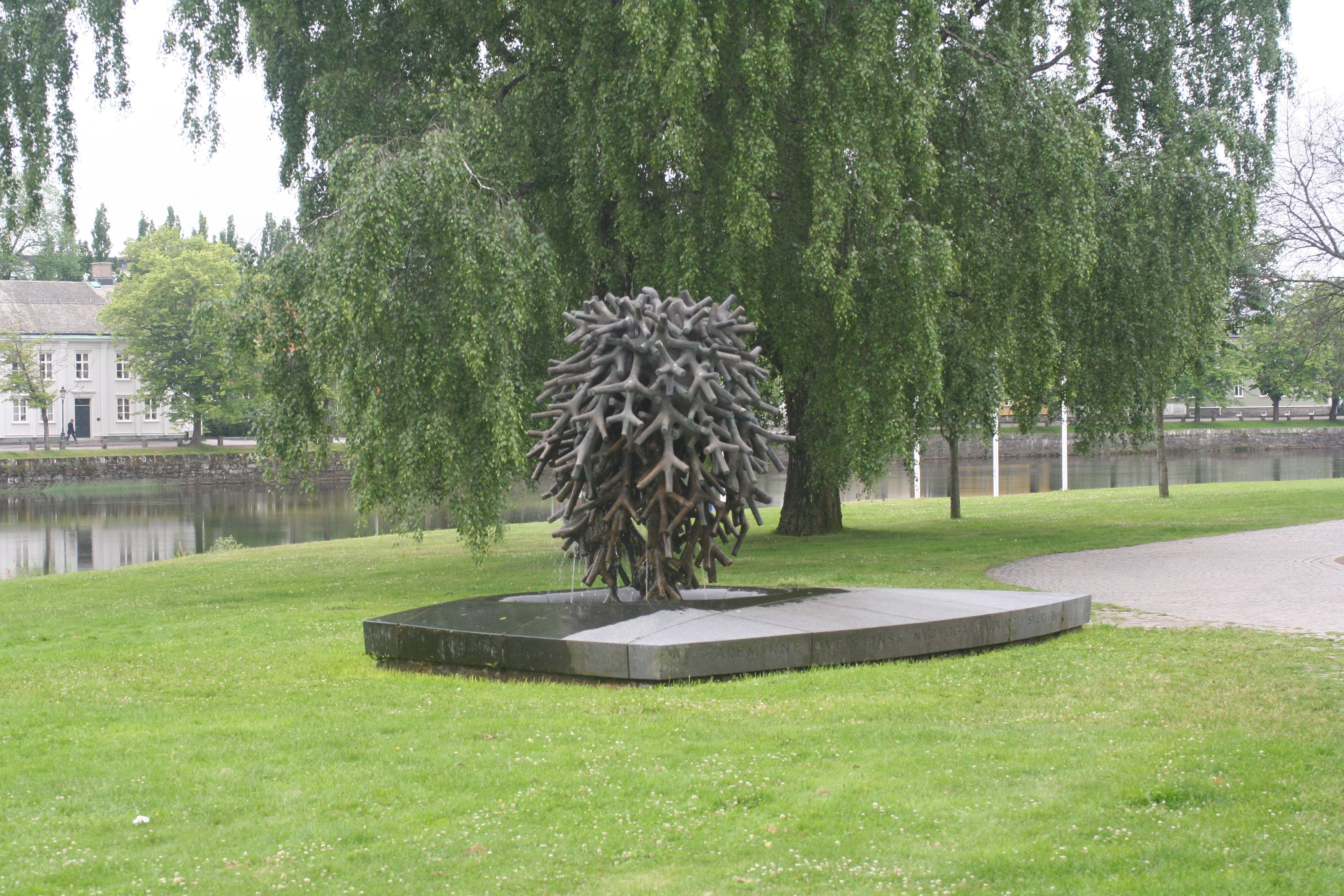
Vindarnas boning mellan teatern och Klarälven i Karlstad.

Vindarnas boning (finska: Tuulenpesä) är en fontänskulptur av den finländske konstnären Aimo Tukiainen som invigdes den 16 juni 1967 i Karlstad.
Skulpturen är placerad mellan Wermland Opera och Klarälven i Klara. Konstverket överlämnades av Urho Kekkonen till den dåvarande svenske statsministern Tage Erlander som ett äreminne över de finnar som från 1500-talet kom till Sverige. Placeringen i Karlstad berodde på att många av finnarna som kom under 1500-talet slog sig ner i landskapet efter löften av Karl IX om fri jord och skattefrihet.
Skulpturen väger 2 ton och är gjord i brons, är inte så stabil, varför den togs ner 1999 för att restaureras i Finland av Pauli Venäläinen, som varit medhjälpare till Tukiainen. Den 6 juni 2002 återinvigdes skulpturen.